# John Casper
John Casper (ur. 9 lipca 1943 w Greenville) – amerykański astronauta i pilot wojskowy.

## Życiorys
Dzieciństwo spędził w Gainesville w Georgii, ukończył szkołę w Chamblee, a później nauki inżynieryjne w United States Air Force Academy w Colorado Springs, nauki astronautyczne w Purdue University w West Lafayette i studia w Air Force Air War College w Montgomery. Uzyskał licencję pilota w bazie lotniczej w Teksasie, szkolił się też w Luke Air Force Base w Arizonie. Brał udział w 229 misjach bojowych podczas wojny w Wietnamie. Później ukończył szkołę pilotów doświadczalnych w Edwards Air Force Base w Kalifornii. Ma wylatane ponad 10 000 godzin na 52 typach samolotów.

## Kariera astronauty
23 maja 1984 został wyselekcjonowany przez NASA jako kandydat na astronautę, w czerwcu 1985 ukończył szkolenie przygotowawcze. Od 28 lutego do 4 marca 1990 był pilotem misji STS-36 trwającej 4 dni, 10 godzin i 18 minut; start nastąpił z Centrum Kosmicznego Johna F. Kennedy’ego na Florydzie, a lądowanie w Edwards Air Force Base w Kalifornii. Od 13 do 19 stycznia 1993 był dowódcą misji STS-54 trwającej 5 dni, 23 godziny i 38 minut; start i lądowanie nastąpiły w Centrum Kosmicznym Johna F. Kennedy’ego. Od 4 do 18 marca 1994 dowodził misją STS-62 trwającą 13 dni, 23 godziny i 16 minut. Od 19 do 29 maja 1996 jako dowódca brał udział w misji STS-77 trwającej 10 dni i 39 minut. Łącznie spędził w kosmosie 34 dni, 9 godzin i 51 minut.
W 1997 przeszedł na emeryturę.
Stowarzyszenie Uczestników Lotów Kosmicznych (Association of Space Explorers) przyznało mu Universal Astronaut Insignia za lot orbitalny (nr 227).